# 虞城県
虞城県（ぐじょう-けん）は中華人民共和国河南省商丘市に位置する県。

## 行政区画
- 鎮:城関鎮、界溝鎮、木蘭鎮、杜集鎮、穀熟鎮、大楊集鎮、利民鎮、張集鎮、站集鎮、喬集鎮、稍崗鎮
- 郷:黄冢郷、沙集郷、店集郷、聞集郷、芒種橋郷、劉店郷、大候郷、城郊郷、鄭集郷、李老家郷、鎮里固郷、古王集郷、劉集郷、田廟郷